# Jerzy Skarbowski
Jerzy Skarbowski (ur. 4 czerwca 1936 w Rzeszowie, zm. 26 grudnia 2005 w Bielsku-Białej) – polski pianista, muzykolog, pedagog.

## Życiorys
Urodził się w Rzeszowie, gdzie rozpoczął naukę gry na fortepianie w szkole muzycznej u Janiny Stojałowskiej. W latach 1954–1960 studiował w Państwowej Wyższej Szkole Muzycznej w Krakowie w klasie Zbigniewa Drzewieckiego (po latach był współredaktorem wspomnień o swoim mistrzu).
W roku 1961 brał udział w Międzynarodowym Konkursie Pianistycznym im. Marguerite Long i Jaccques Thibaud w Paryżu, a w 1967 w seminarium interpretacji utworów Béli Bartóka w Budapeszcie.  
Był asystentem w Akademii Muzycznej w Krakowie (1961–1963). Wykładał także w Liceum Muzycznym w Bielsku-Białej, na Uniwersytecie Śląskim w Cieszynie i w Wyższej Szkole Pedagogicznej w Rzeszowie (obecnie Uniwersytet Rzeszowski). Pracował w instytucjach kulturalnych: w Urzędzie Miejskim w Bielsku-Białej na stanowisku kierownika Wydziału Kultury (1963-75), na stanowisku dyrektora Domu Muzyki i Beskidzkiego Ośrodka Kultury w Bielsku-Białej.
Jerzy Skarbowski opublikował kilkadziesiąt artykułów, wśród nich „Współczesności”, „Literaturze”, „Poezji”, „Ruchu Muzycznym”, „Polish Art Studies”, „Muzyce”, „Forum Musicum”, „Piśmie Literacko-Artystycznym” i „Studiu”, zebrane w książce Szkice w kluczu wiolinowym. Jako muzykologa interesowała go głównie estetyka muzyki oraz problemy interdyscyplinarne, a w szczególności relacje muzyczno-literackie.

## Publikacje
- Literatura - muzyka. Zbliżenia i dialogi, Warszawa 1981.
- Dusza zaczarowana muzyką. Monografia muzyczna Romain Rollanda. Rzeszów 1992.
- Szkice w kluczu wiolinowym. Rzeszów 1995. ISBN 838624660X
- Sylwetki pianistów polskich. T. 1, Od Wincentego Lessla do Henryka Pachulskiego, Rzeszów 1996. ISBN 8386282460
- Literacki koncert polski. Rzeszów 1997. ISBN 8386282797.
- Sylwetki pianistów polskich. T. 2, Od I. J. Paderewskiego do A. Wielhorskiego (słowo wstępne Adam Harasiewicz), Kraków 2002. ISBN 8391719308
- Taka pieśń jest siła, dzielność - Taka pieśń jest nieśmiertelność! Rola muzyki w życiu i twórczości Adama Mickiewicza, Kraków 2003. ISBN 8386505818